# Eriko Sato
Eriko Sato (佐藤 衣里子, Satō Eriko, Shizuoka, 25 november 1985) is een Japans voormalig voetbalster.

## Carrière
Sato speelde voor TEPCO Mareeze.
Sato maakte op 27 juli 2003 haar debuut in het Japans vrouwenvoetbalelftal tijdens een wedstrijd tegen Australië. Zij nam met het Japans vrouwenvoetbalelftal deel aan de Cyprus Women's Cup 2008. Ze heeft twee interlands voor het Japanse vrouwenelftal gespeeld.

## Statistieken
| Japans vrouwenvoetbalelftal | Japans vrouwenvoetbalelftal | Japans vrouwenvoetbalelftal |
| Jaar                        | Wed.                        | Dlp.                        |
| --------------------------- | --------------------------- | --------------------------- |
| 2003                        | 1                           | 0                           |
| 2004                        | 0                           | 0                           |
| 2005                        | 0                           | 0                           |
| 2006                        | 0                           | 0                           |
| 2007                        | 0                           | 0                           |
| 2008                        | 1                           | 0                           |
| Totaal                      | 2                           | 0                           |